# Cactoideae
Die Cactoideae sind die größte Unterfamilie der Kakteengewächse (Cactaceae). Sie vereinen winzige, nur einen Zentimeter große und säulenförmige bis zu 20 Meter hohe Kakteen.

## Beschreibung
Die Cactoideae sind mehrjährige, sukkulenten Pflanzen, die einzeln oder in großen Gruppen wachsen und meist Sträucher oder manchmal Bäume bilden. Viele Arten verholzen im Alter etwas. Die meisten Arten wachsen terrestrisch, doch gibt es auch einige Epiphyten. Die Wurzeln sind faserig und dann manchmal weit und flach unter der Erdoberfläche ausgebreitet, Pfahlwurzeln oder manchmal sukkulente Rüben, die voluminöser als die oberirdischen Sprosse sein können. Die Sprosse sind gerippt, manchmal zu Platykladien abgeflacht, oder die Rippen sind teilweise oder vollständig in spiralig verlaufende Warzen aufgelöst. Sie sind grün und haben die Aufgabe der Photosynthese übernommen. Die Blätter sind fast immer vollständig reduziert bzw. zu auf Areolen stehenden Dornen umgewandelt. Bei den wenigen Ausnahmen (Corryocactus brevistylus, Matucana aureiflora, Rhipsalis lumbricoides) sind die Blätter winzig, schuppenförmig und rasch hinfällig. Die Dornen sind vielgestaltig (rund oder abgeflacht, gerade oder hakenförmig), häufig ist jedoch auf einer Areole zwischen Rand- und anders gestalteten Mitteldornen zu unterscheiden. Glochiden sind nicht vorhanden.
Die ungestielten Blüten erscheinen meist einzeln, manchmal in kleinen Gruppen aus den Areolen, den Axillen oder zwischen diesen liegenden Furchen. Sie sind fast immer zwittrig und meist radiärsymmetrisch, manchmal zygomorph. Je nach Anpassung an die Bestäuber öffnen sie tagsüber oder nachts. Die Blütenröhren sind zwischen 0,2 und 15 (selten bis 30) cm lang. Die fünf bis über 50 Blütenhüllblätter haben eine unterschiedliche Gestalt; sie verändern sich von außen nach innen von hochblattähnlichen zu kronblattähnlichen Formen. Die Blüten enthalten viele (50 bis über 1500) Staubblätter. Drei bis viele (bis über 100) Fruchtblätter sind zu einem unterständigen Fruchtknoten verwachsen. Jede Blüte enthält nur einen Griffel mit einer Anzahl an Narben entsprechend der Anzahl der Fruchtblätter. Die Bestäubung erfolgt selten durch den Wind (Anemogamie), meist durch Tiere (Zoogamie), dabei ist das Bestäuberspektrum (je nach Taxon) sehr groß: Insekten (Entomogamie), Vögel (Ornithophilie) oder Fledertiere (Chiropterophilie).
Die Beerenfrüchte sind bei Reife entweder auffallend gefärbt und dann meist fleischig oder unauffällig und dann austrocknend. Sie enthalten ein bis über 3000 Samen, die 0,3 bis 5 mm Durchmesser haben, gelblich, rötlich, braun oder schwarz sind und keinen harten Samenmantel aufweisen.
Die Hauptunterschiede zur Abgrenzung zu den anderen Unterfamilien sind
- fehlende Glochiden,
- fehlender Samenmantel,
- fehlende oder zumindest extrem reduzierte Blätter.

## Systematik
Die Unterfamilie Cactoideae ist in neun Tribus gegliedert und enthält etwa 100 Gattungen mit 1500 Arten:
- Tribus Browningieae Buxb.
- Tribus Cacteae Rchb.
- Tribus Calymmantheae R.S.Wallace
- Tribus Cereeae Salm-Dyck
- Tribus Hylocereeae Buxb.
- Tribus Notocacteae Buxb.
- Tribus Pachycereeae Buxb.
- Tribus Rhipsalideae DC.
- Tribus Trichocereeae Buxb.

Synonyme sind Blossfeldioideae Crozier, 2004 und Rhipsalidoideae Burnett, 1835.